# ماتياس هابك
ماتياس هابك (بالألمانية: Matthias Habich)، من مواليد 12 يناير 1940م، ممثل ألماني مشهور، وهو من مواليد مدينة دانزيك الألمانية وعاش فترة حياته في مدينة باريس الفرنسية، شارك أولا في الأفلام السينمائية الألمانية في غرب ألمانيا قبل أن يشارك في الأفلام السينمائية الدولية وأهمها هوليوود، وأشهرها أفلام : الأعداء على الأبواب عام 2001م، السقوط عام 2004 ، وحصل على الجائزة وارنر هاسي .

## وصلات خارجية
- ماتياس هابك على موقع IMDb (الإنجليزية)
- ماتياس هابك على موقع روتن توميتوز (الإنجليزية)
- ماتياس هابك على موقع مونزينجر (الألمانية)
- ماتياس هابك على موقع ألو سيني (الفرنسية)
- ماتياس هابك على موقع ميوزك برينز (الإنجليزية)
- ماتياس هابك على موقع أول موفي (الإنجليزية)
- ماتياس هابك على موقع قاعدة بيانات الأفلام السويدية (السويدية)
- ماتياس هابك على موقع إن إن دي بي (الإنجليزية)
- ماتياس هابك على موقع قاعدة بيانات الفيلم (الإنجليزية)
- ماتياس هابك على موقع كينوبويسك (الروسية)

 (بالألمانية)